# Sant Iscle i Santa Victòria de Can Guilla
Sant Iscle i Santa Victòria de Can Guilla és una ermita romànica del nucli de Llerona dins el municipi de les Franqueses del Vallès (Vallès Oriental) inclosa en l'Inventari del Patrimoni Arquitectònic de Catalunya.

## Descripció
Capella situada en zona rural, a prop de Can Guilla. Està arrebossada i té nau amb planta rectangular i volta de canó l'absis orientat a llevant. El portal d'entrada, orientada a migdia, té arc de mig punt i a sobre d'ell una finestra d'ull de bou; ambdós descentrats. De la coberta en sobresurt un campanar d'espadanya. A l'interior es veu clarament que la volta ha estat afegida posteriorment, mentre que l'absis és ben romànic.

## Història
La construcció té tota l'aparença d'un edifici del s. XI, de manera que si la primitiva erecció hagués correspost al s. X, època de devoció i difusió del culte a Sant Iscle a Catalunya, l'edifici actual hauria estat el segon que allí hauria existit. No tenim cap document històric d'aquesta capella. Segons Mn. Joan Vallicrosa la capella està emplaçada al lloc on hi hagué una vila romana; aquest indret creiem que s'ha d'identificar amb la Vila Vella que cita un document del 1226. A prop de la capella hi ha un creu de terme susceptible d'admiració. No torna a trobar-se fins a unes visites pastorals del segle xvi. Actualment està molt reconstruïda, si bé manté l'estructura original de planta quasi quadrada -tot i no tenir cap escaire en angle recte- amb un absis semicircular.
Al seu costat hi ha una creu de terme d'estil gòtic, que no està datada. Està ubicada al costat de la masia de Can Guilla, a Llerona. És la Creu de terme de la Capella de Sant Iscle i Santa Victòria de Can Guilla.